# Micheál Martin
Micheál Martin (Turners Cross (Cork), 1 augustus 1960) is een Iers politicus en leider van de partij Fianna Fáil. Sinds 23 januari 2025 is hij de premier van Ierland (Taoiseach), een functie die hij al eerder bekleedde tussen juni 2020 en december 2022. Van december 2022 tot januari 2025 was hij vicepremier van Ierland (Tánaiste) en minister van Defensie en Buitenlandse Zaken in het kabinet-Martin-Varadkar.

## Politieke loopbaan
Martin was burgemeester van Cork (1992–1993) en bekleedde tussen 1997 en 2011 verschillende ministerschappen in de Ierse regering. Zo was hij minister van Onderwijs (1997–2000), Volksgezondheid (2000–2004) en Economische Zaken (2004–2008) onder premier Bertie Ahern en minister van Buitenlandse Zaken (2008–2011) onder premier Brian Cowen. In 2011 werd Martin partijleider van Fianna Fáil, waarna hij tot 2020 oppositieleider was in het Ierse lagerhuis.

### Premier en vicepremier
Na de Ierse parlementsverkiezingen van 2020 smeedde Martin een meerderheidscoalitie met, naast zijn eigen partij, het christendemocratische Fine Gael en de Groene Partij. Deze regering, met Martin als premier, trad aan op 27 juni 2020. Zijn voorganger als premier, Fine Gael-leider Leo Varadkar, fungeerde in dit kabinet aanvankelijk als vicepremier. Zoals bij het aantreden van het kabinet echter al was afgesproken, wisselden Varadkar en Martin na 2,5 jaar (in december 2022) van functie. Varadkar werd zodoende opnieuw premier en Martin vicepremier. Tegelijkertijd werd Martin benoemd tot minister van Defensie en keerde hij na twaalf jaar tevens terug als minister van Buitenlandse Zaken. In april 2024 trad Varadkar tussentijds af en nam Simon Harris het premierschap over.
Bij de Ierse parlementsverkiezingen van 2024 werd Fianna Fáil onder leiding van Martin de grootste partij. Hierop werd samen met Fine Gael en onafhankelijke politici het kabinet-Martin-Harris gevormd. Op 23 januari 2025 werd Martin opnieuw benoemd tot premier.